# Remus Brustur
Remus Brustur (n. 25 iunie 1883, Lechința de Mureș – d. 1949, Deag) a fost un deputat în Marea Adunare Națională de la Alba Iulia, organismul legislativ reprezentativ al „tuturor românilor din Transilvania, Banat și Țara Ungurească”, cel care a adoptat hotărârea privind Unirea Transilvaniei cu România, la 1 decembrie 1918.:p. 77

## Biografie
Născut în localitatea Lechința de Mureș în anul 1883, reușește să studieze doar cele șapte clase primare. În cursul vieții sale se ocupă de agricultură pentru ca mai apoi să ocupe funcția de primar român al localității Lechința. Moartea i-a survenit în luna august a anului 1949, fiind ucis de forțele de securitate undeva între localitățile Band și Căpușu de Câmpie..

## Activitatea politică
A fost ales ca delegat supleant al cercului electoral Mureș-Luduș, la Marea Adunare Națională de la Alba Iulia de la 1 decembrie 1918.:p. 248